# Natalia Bedoya
Natalia Bedoya (ur. 25 kwietnia 1981 roku w Caldas, Kolumbia).
Natalia Bedoya znana jest z telenoweli kolumbijskiej Kobieta w lustrze, w której zagrała Ginger, tancerkę z Akademii.

## Filmografia
- 2004-2005: Kobieta w lustrze (Mujer en el espejo, La) jako Ginger
- 2006: Miłość na sprzedaż (Amores de mercado) jako Julieta